# Marianka (powiat włodawski)
Marianka – wieś w Polsce położona w województwie lubelskim, w powiecie włodawskim, w gminie Stary Brus.
| SIMC    | Nazwa          | Rodzaj     |
| ------- | -------------- | ---------- |
| 0108625 | Nowa Marianka  | przysiółek |
| 0108631 | Stara Marianka | przysiółek |

W latach 1975–1998 miejscowość należała administracyjnie do województwa chełmskiego.
Wieś jest sołectwem w gminie Stary Brus. Według Narodowego Spisu Powszechnego z roku 2011 wieś liczyła 118 mieszkańców.
Wierni Kościoła rzymskokatolickiego należą do parafii Matki Bożej Częstochowskiej w Starym Brusie. 